# Crunodo

Un crunodo en el origen de la curva definida por y^{2}−x^{2}(x+1)=0

En matemáticas, un crunodo (o simplemente un nodo) es un punto en el que una curva se cruza consigo misma, de forma que ambas ramas de la curva tengan tangentes distintas en el punto de intersección. Un crunodo también se conoce como un punto doble ordinario.
Para una curva plana, definida como el lugar geométrico de los puntos f(x, y) = 0, donde f(x, y) es una función continuamente diferenciable de las variables x e y que se extienden sobre los números reales, un crunodo de la curva es una singularidad de la función f, donde ambas derivadas parciales {\displaystyle \partial f \over \partial x} y {\displaystyle \partial f \over \partial y} se anulan. Además, la matriz hessiana de las segundas derivadas tendrá valores propios positivo y negativo.